# Empreendedores do erro
Empreendedores do erro é um conceito cunhado em 2006 pelo economista Edward Glaeser para descrever o fenômeno onde pessoas em posição de influência, tais como líderes religiosos, políticos, jornalistas e professores, estando todos eles no negócio de formação de crenças, acabam por ocasionalmente disseminarem crenças equivocadas.